# Анна Пєтушко-Вдовінська
Анна Пєтушко-Вдовінська (пол. Anna Pietuszko-Wdowińska; нар. 1959, Варшава) — польська фоторедакторка, фотографка та педагогиня. Пов'язана з незалежною самоврядною профспілкою «Солідарність» Мазовецького регіону, колишня головна редакторка фотоагенції Полька агенція преси.

## Життєпис
Анна Пєтушко-Вдовінська народилася 1959 року у Варшаві. У 1979 році розпочала навчання у Вищій фототехнічній школі на вулиці Спокійній у Варшаві. Закінчила її у 1981 році.
У 1981 році почала працювати фотокореспондентом у Мазовецькому відділенні профспілки «Солідарність», де фотографувала, зокрема, марші та страйки, організовані демократичною опозицією в комуністичній Польщі. У роки воєнного стану вона продовжувала брати участь у функціонуванні опозиційних організацій та видань, таких як Міжфабричний робітничий комітет «Солідарності». Вона також була співавтором першого фотоальбому «Бути переможцем і не піддатися перемозі», який вийшов другим тиражем. Вона також займалася шовкографією, випускала марки та листівки, зокрема для чехословацької опозиції Вацлава Гавела та «Хартії 77». Як член прескоманди «Солідарності», вона фотографувала переговори за круглим столом. У 1989 році стала фотокореспондентом Громадського парламентського клубу, де півтора року фотографувала роботу парламенту.
У наступні роки очолювала відділ «фото» у «Житті Варшави», а згодом у «Житі». З «Життя» перейшла до Польської агенції преси, де стала головною редакторкою, а згодом обійняла посаду головної фотографки «Віртуальній Польщі».
Викладала фотографію для преси та фотожурналістику у Школі журналістики ім. Мельхіора Ваньковича у Варшаві.
Деякі з її фотографій можна побачити в агенції «ФОРУМ» та колекції «Центру КАРТА».

## Нагороди
- Орден Міністра культури за популяризацію незалежної культури[2][6]